# 斯旺利
斯旺利（Swanley）是英格蘭肯特郡七橡樹區的一個城鎮和民政教區，位於倫敦市中心東南約15英里（24）處。據2011年人口普查，斯旺利有人口16,226人。斯旺利交通便利，可直接到達M25公路。

## 外部連結
- Swanley Town Council